# Opisthotropis atra
Espèce
Synonymes
- Opisthotropis ater Günther, 1872

Opisthotropis atra est une espèce de serpents de la famille des Natricidae. 

## Répartition
Cette espèce n'est connue que par son spécimen type, décrit comme vivant en Afrique de l'Ouest, ce qui est manifestement une erreur.

## Description
Dans sa description Günther indique que cette espèce mesure environ 34 cm dont 7,5 cm pour la queue. Son dos est brun foncé et sa face ventrale de la même couleur mais en plus clair.
C'est un serpent ovipare et nocturne.

## Étymologie
Son nom d'espèce, du latin atra, « sombre, noir », lui a été donné en référence à sa couleur.

## Publication originale
- Günther, 1872 : Seventh account of new species of snakes in the collection of the British Museum. Annals and Magazine of Natural History, sér. 4, vol. 9, p. 13-37 (texte intégral).